# Бузд
Бузд (рум. Buzd) — село у повіті Сібіу в Румунії. Входить до складу комуни Братею.
Село розташоване на відстані 230 км на північний захід від Бухареста, 44 км на північний схід від Сібіу, 94 км на південний схід від Клуж-Напоки, 107 км на північний захід від Брашова.

## Населення
За даними перепису населення 2002 року у селі проживали 957 осіб.
Національний склад населення села:
| Національність | Кількість осіб | Відсоток |
| -------------- | -------------- | -------- |
| румуни         | 635            | 66,4%    |
| цигани         | 286            | 29,9%    |
| угорці         | 29             | 3,0%     |
| німці          | 7              | 0,7%     |

Рідною мовою назвали:
| Мова      | Кількість осіб | Відсоток |
| --------- | -------------- | -------- |
| румунська | 932            | 97,4%    |
| угорська  | 19             | 2,0%     |
| німецька  | 6              | 0,6%     |